# Sainte-Blandine (quartier de Lyon)
Pour les articles homonymes, voir Sainte-Blandine.
Sainte-Blandine est un quartier situé sur la Presqu'île dans le 2e arrondissement de la ville de Lyon. Sainte-Blandine se trouve entre les quartiers de Perrache au nord et de la Confluence au sud.
Situé au sud de la gare de Perrache, le quartier de Sainte-Blandine constitue la partie nord du quartier de la Confluence. Il se trouve aux abords du cours Charlemagne à proximité de la place Carnot, la place Bellecour et toute l'animation commerçante du centre de Lyon. Son nom vient de l'église Sainte-Blandine.